# L'Étoile et le Fouet
L’Étoile et le Fouet (titre original : Whipping Star) est un roman de science-fiction de Frank Herbert et qui fait partie avec Dosadi du Cycle des Saboteurs (dépôt légal no 5 094 pour la première traduction française).

## Histoire
Les événements se déroulent dans l’univers de la CoSentience. Jorj X. McKie, Saboteur Extraordinaire au Bureau du Sabotage (Bu Sab), est envoyé en mission diplomatique et d’enquête auprès d’une Calibane dont la sphère s’est posée sur la planète Cordialité. On l'a choisi car il s’occupe en secret d’un grave problème : l’augmentation importante des cas de folie sur un grand nombre de planètes.
Les Calibans sont les maîtres des couloirs S’œils, permettant des déplacements instantanés à travers la galaxie, mais leur langage atypique rend la communication difficile, et nul ne les a jamais vus. La Calibane, Fanny Mae, lui apprend qu’elle est la dernière de sa race, et que si elle meurt, tous les êtres ayant transité par un couloir S’œil vont disparaître. Fanny Mae est en effet liée par contrat à une humaine nommée Mliss Abnethe; la Calibane se laisse flageller en échange d’une éducation auprès des meilleurs pédagogues. C'est le seul moyen pour Mliss d’assouvir ses envies sadiques, car elle a subi un traitement correctif qui lui rend insupportable la douleur d'autrui; or la Calibane ne sent pas la douleur comme un humain, Mliss peut donc la flageller à l'envi.
Dès lors, McKie part à la recherche de Mliss Abnethe. Mettant sa vie en jeu, il découvre son repaire et la nature réelle des Calibans : des étoiles. Ainsi, Fanny Mae est l’étoile Thyone, dans la constellation des Pléiades. Le mécanisme qui permet par la flagellation d’amener la possible destruction d’un Caliban est le suivant : tout sentiment est perçu par les Calibans comme une forme d’énergie et, donc, la violence et la haine qui accompagnent les flagellations arrachent de l’énergie à l’étoile, le pendant du Caliban dans notre univers. McKie contrecarre les flagellations en alimentant Thyone/Fanny Mae en hydrogène. Il apprend ensuite le but ultime de Mliss: comme les Calibans, capables de maîtriser de très hautes énergies, savent créer une réalité ou rejoindre le passé, Mliss Abnethe, afin de pouvoir échapper à la catastrophe des couloirs S’œils, avait demandé à la Calibane de lui créer une planète dans une bulle d’espace personnelle, qui lui est comme attachée et qui disparaîtra à sa mort.

## Personnages
Les personnages sont classés par ordre alphabétique :
- Mliss Abnethe, humaine, contrôle la capacité productrice d’au moins 500 planètes, aime faire flageller un autre co-sentient, a reçu un traitement la rendant incapable de supporter la souffrance d’un autre co-sentient ;
- Birdech d’Ant, chef du phylum Palanki Shipsong, a conclu un accord avec Abnethe pour faire fouetter Fanny Mae par certains Palankis de son clan ;
- Napoléon Bildoon, Pan Spechi, chef du Bu Sab (Bureau des Sabotages) ;
- Cheo, Pan Spechi, a été égostasé (son organe de transfert d’égo a été ôté chirurgicalement), ce qui condamne à mort les autres membres de sa crèche, constituée de cinq membres, auxquels il devait céder cet ego après un temps donné ;
- Alichino Furuneo, humain, représentant planétaire du Bu Sab sur la planète Cordialité du système Sfich ;
- Hanaman, humaine, conseillère juridique du Bu Sab ;
- Fanny Mae, Calibane ;
- Jorj X. McKie, humain, Saboteur Extraordinaire ;
- Treej Tuluk, Wreave au dos « inversé », chef de laboratoire au Bu Sab ;
- Gitchel Siker, Laclac, Directeur du Bu Sab.

## Analyse

### De la divinité
Les Calibans peuvent être considérés comme des dieux, dans la mesure où ils maîtrisent des quantités phénoménales d’énergie, et aussi parce que leur disparition entraînera la mort de quasiment tous les êtres conscients de l'univers connu (la plupart des êtres conscients sont passés par un couloir S’œil et, à cause de cela, sont reliés aux Calibans). Ils ont ce statut, d’autant plus qu’ils n’utilisent aucune forme de technologie, puisqu’ils peuvent déplacer ceux qu’ils veulent « n’importe où » et « n’importe quand », même dans le passé ou dans des univers créés de toutes pièces. Ils sont, de plus, sensibles à un point extrême aux sentiments des autres êtres sentients, et il faut souligner que Fanny Mae fait preuve d’un niveau élevé de compassion envers eux, pour les prévenir du danger qui les menace et les aider tel un dieu protégeant ses enfants. On retrouve un thème plusieurs fois abordé par Frank Herbert : la divinité, à la fois dans Et l'homme créa un dieu, le cycle de Dune, ou encore le cycle du Programme conscience (auquel appartient par exemple L'Incident Jésus). Alors se pose le problème de la communication entre un humain, McKie, et un quasi-dieu, Fanny Mae.

### De la communication
Un sujet tout aussi central, si ce n’est plus, est la communication. Faisant parler dans un langage volontairement dépouillé d’une partie de sa structure grammaticale ainsi que de sa cohérence lexicale, Frank Herbert attaque le lecteur dans ce qui lui permet de comprendre le monde et de s’en faire comprendre : le langage. Le travail du traducteur à cet égard est exceptionnel, car il s’agit bien plus de transposition que de traduction, les choix grammaticaux de Frank Herbert ne pouvant se comprendre qu’en anglais.
Si la communication est rendue si difficile, c’est que, d’après Frank Herbert, la communication n’est possible que si nous possédons des moyens équivalents pour ressentir le monde afin de pouvoir se référer à la même réalité physique, c’est-à-dire posséder un « socle commun ». Or il ne peut en être ainsi entre humains et Calibans, car ces derniers ne possèdent pas de corps sensibles, ne perçoivent que des niveaux d’énergie et de subtiles différences d’énergies. Ne reste comme base que le fait d’éprouver des sentiments. Dans le roman, un seul sentiment construit le fil de l’histoire : l’amour de Fanny pour McKie et pour les autres êtres sentients. Le non-amour, selon le mot de la Calibane, pouvant l’amener à la mort.

### Clins d'œil
Dans ce roman, Frank Herbert mentionne l’organisation R & R. Cette organisation tient un rôle important de l’univers de Et l'homme créa un dieu, puisque le personnage principal de cette autre œuvre de Frank Herbert, Lewis Orne, débute sa participation aux événements relatés en tant qu’agent de cette organisation du Redécouverte et Rééducation.
Quant au nom, « Calibans », c'est une référence directe à The Tempest (La Tempête) de William Shakespeare, écrite en 1611, où le personnage éponyme, le fils monstrueux d'une sorcière, se révèle incompréhensible pour les autres personnages de la pièce.

## Place dans leCycle des Saboteurs
- 1958 : Tracer son sillon (en), nouvelle traduite en français par Pierre-Paul Durastanti dans le recueil Le Bureau des sabotages, Le Bélial', 2021 (ISBN 978-2-84344-976-5)
- 1964 : Délicatesses de terroristes (en), nouvelle traduite en français par Dominique Haas dans le recueil Les Prêtres du psi, Pocket, 2006, pp. 155 à 196  (ISBN 2-266-16441-4)
- 1973 : L'Étoile et le Fouet (Whipping Star)
- 1979 : Dosadi (The Dosadi Experiment)